# Урал (Килимовский сельсовет)
Урал — вымершая деревня Килимовского сельсовета Буздякского района Башкортостана.

## Географическое положение
Располагалось на речке Тукай, левом притоке реки Идяш, примерно в 3 км южнее села Якупово.

## История
По состоянию на 1969 год деревня Урал входила в состав Килимовского сельсовета Башкирской АССР, здесь насчитывалось 26 домов, где проживали 70 человек, среди которых преобладали татары.
Исключена из списков населённых пунктов в 1980 году согласно Указу Президиума ВС Башкирской АССР от 05.11.1980 N 6-2/359 «Об исключении некоторых населенных пунктов из учетных данных по административно-территориальному делению Башкирской АССР». Преамбула документа:

Президиум Верховного Совета Башкирской АССР постановляет:
В связи с переселением жителей и фактическим прекращением существования исключить из учетных данных по административно-территориальному делению Башкирской АССР следующие населенные пункты
— http://bashkortostan.news-city.info/docs/sistemao/dok_keqidi.htm